# Hyposoter exiguae
Hyposoter exiguae är en stekelart som först beskrevs av Henry Lorenz Viereck 1912.  Hyposoter exiguae ingår i släktet Hyposoter och familjen brokparasitsteklar. Inga underarter finns listade i Catalogue of Life.